# Distretto municipale
Il distretto municipale è, in alcuni Paesi, una suddivisione amministrativa, attualmente in uso principalmente in Canada, Ghana, Irlanda, Repubblica Dominicana e Russia.

## Canada
In Canada, i distretti municipali, da non confondere con le municipalità distrettuali, sono un tipo di comune rurale all'interno della provincia di Alberta, governato da consigli eletti con il mandato di amministrare aree rurali che possono includere terreni agricoli, aree di risorse, frazioni non incorporate e suddivisioni residenziali rurali. Statistics Canada riconosce a fini statistici i 64 distretti municipali dell'Alberta come un tipo di suddivisione censuaria, includendovi anche le 12 municipalità distrettuali della Nuova Scozia. Inoltre, la città di Flin Flon, in Manitoba, ha avuto anch'essa lo status di distretto municipale dal 1933 al 1946.

## Ghana
In Ghana, si chiamano distretti municipali 10 dei 138 distretti in cui è suddiviso il Paese (suddivisione territoriale di secondo livello).

## Repubblica Dominicana
Nella Repubblica Dominicana, quando un comune è costituito da più di un centro urbano, quelli accanto al capoluogo possono essere elevati allo status di distretto municipale (distrito municipal). Un consiglio comunale (junta municipal) per tale distretto municipale è nominato dal consiglio comunale del comune di appartenenza (Legge 3455, Titolo I, Capitolo IV).

## Repubblica d'Irlanda
In Irlanda, il Local Government Reform Act 2014 ha introdotto un sistema di distretti municipali per scopi di governo locale dal 1º giugno 2014 a seguito delle elezioni locali di maggio, in sostituzione dei consigli di città e distretti. I distretti sono unità di secondo livello al di sotto delle contee, ad eccezione della regione di Dublino e delle città di Cork e Galway che hanno conservato le strutture del governo locale esistenti. I distretti fungono da collegi elettorali per i consigli di contea, con i consiglieri che vengono eletti contemporaneamente ad entrambi gli organi. Alcuni distretti municipali sono denominati "distretti cittadini" (Clonmel, Drogheda, Sligo e Wexford) o "distretti metropolitani" (Limerick e Waterford), sebbene non abbiano poteri aggiuntivi.

## Russia
In Russia, i distretti municipali sono una tipologia di comune. Di solito, sono formati entro i confini dei distretti amministrativi esistenti.